# Magic Knight Rayearth (SNES)
Magic Knight Rayearth (魔法騎士レイアース?, Majikku Naito Reiāsu) è un videogioco di ruolo alla giapponese distribuito per Super Nintendo e basato sull'anime Magic Knight Rayearth. Il videogioco è stato sviluppato dalla Pandora Box e distribuito esclusivamente in Giappone dalla Tomy il 29 settembre 1995.